# Carlton Alfred Smith
Carlton Alfred Smith (ur. 27 sierpnia 1853 w Londynie, zm. 3 grudnia 1946 tamże) – brytyjski malarz, głównie akwarelista, oraz rysownik; specjalizował się w scenach rodzajowych. Do częstych motywów jego twórczości należały przedstawienia matek z córkami oraz wnętrza wiejskich chat.

## Życiorys
Carlton Alfred Smith urodził się w Londynie w 1853 roku, jego ojciec Alfred Smith był stalorytnikiem. W dzieciństwie Carlton kształcił się we Francji, a studiował w Slade School of Fine Art w Londynie. Na początku swej kariery artystycznej zajmował się litografią, potem poświęcił się malarstwu. Około roku 1891 ożenił się z Marthą Sarah King, również malarką, z którą miał dwie córki. Mieszkał w Londynie oraz w latach 1901–1911 w Witley w hrabstwie Surrey. W latach 1916–1923 przebywał w Indiach, gdzie malował scenki uliczne, pejzaże i portrety.
Wystawiał m.in. w Royal Academy (29 wystawionych tam obrazów w latach 1879–1904), w Royal Institute of Painters in Watercolours (był członkiem tego towarzystwa od 1889 roku), w Royal Society of British Artists (członkostwo od 1879 roku), w Royal Institute of Painters in Oil Colours (członkostwo od 1890) oraz w Royal Glasgow Institute of the Fine Arts. Jego prace pojawiały się też jako ilustracje w czasopismach, np. w „Illustrated London News”.
Obrazy Carltona Alfreda Smitha znajdują się w zbiorach m.in. Muzeum Wiktorii i Alberta w Londynie (Recalling the past: a Girl destroying some Old letters z 1888), Sunderland Art Gallery, National Gallery of Victoria w Melbourne (Christmas Eve), Art Gallery of South Australia w Adelaide (Dawn z 1899) oraz National Museum Cardiff (Neighbourly Gossip).

## Galeria

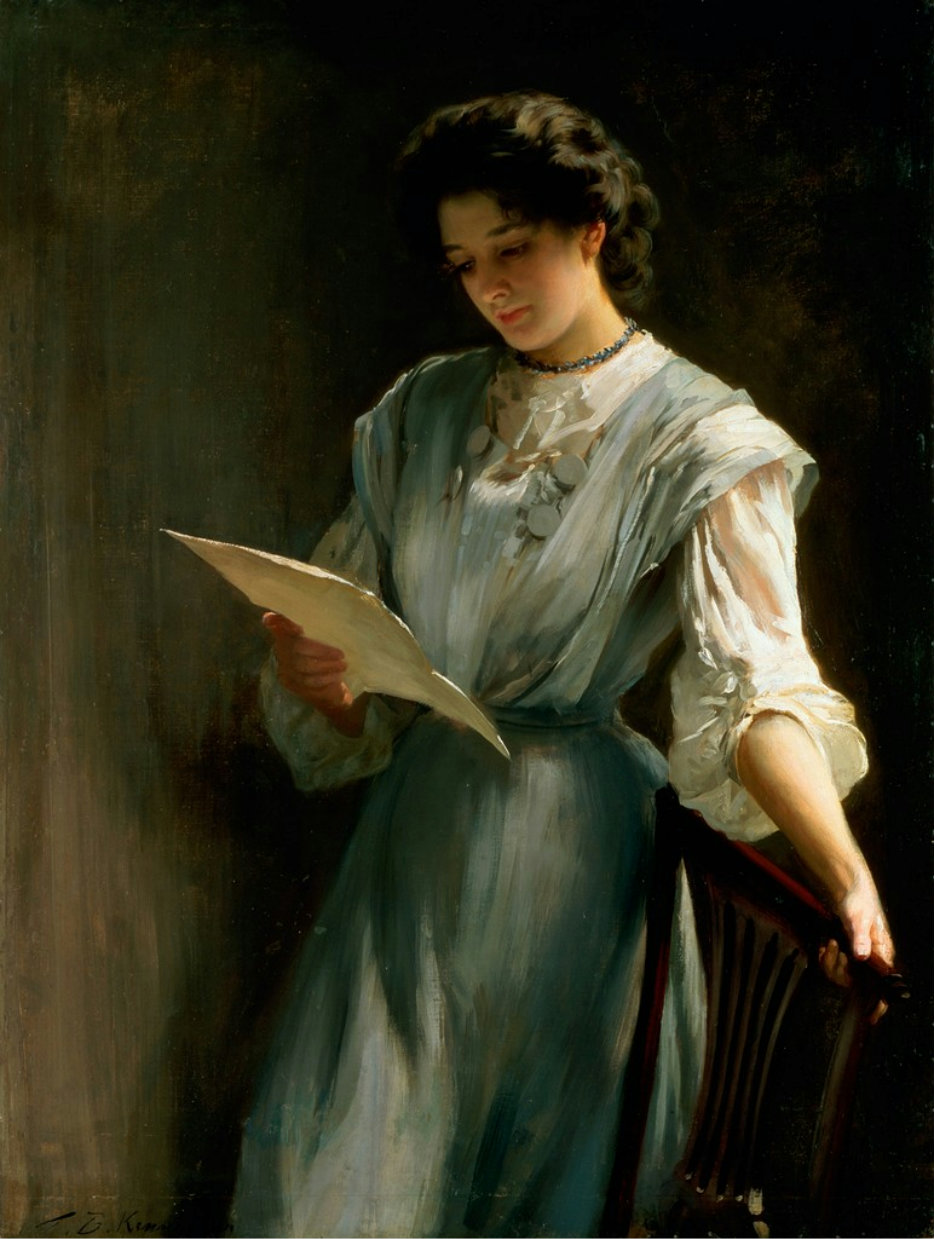
Storytime
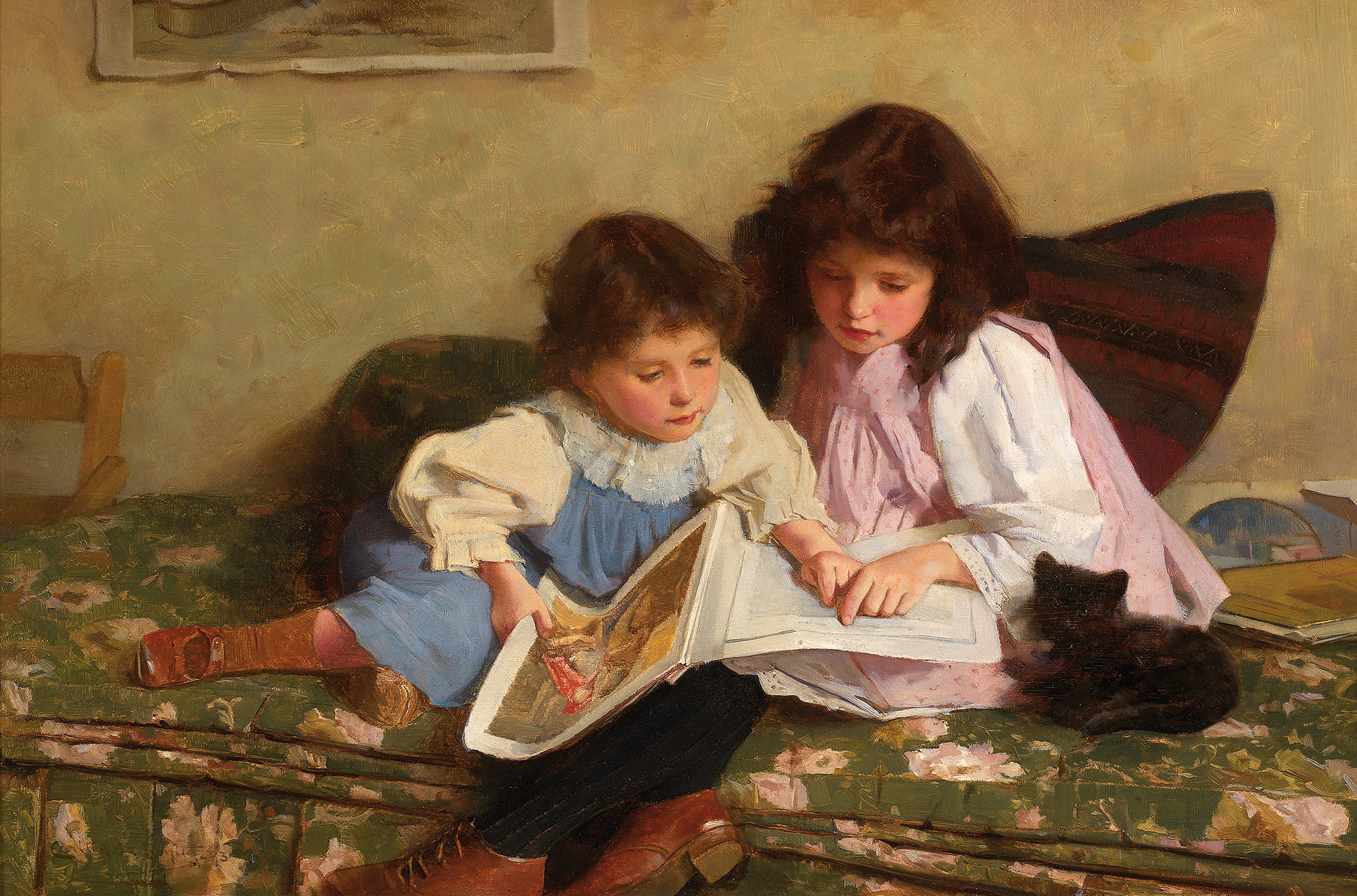
The First Lesson (1893)
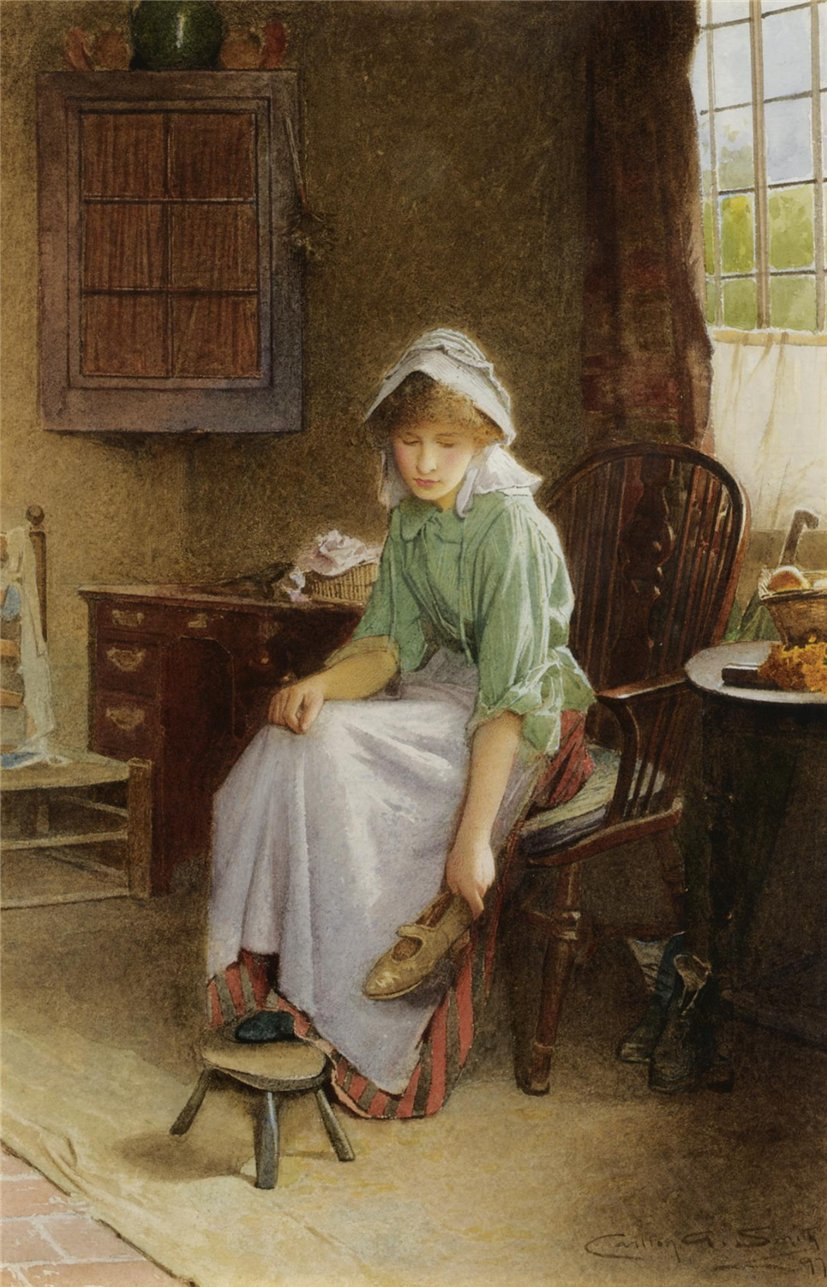
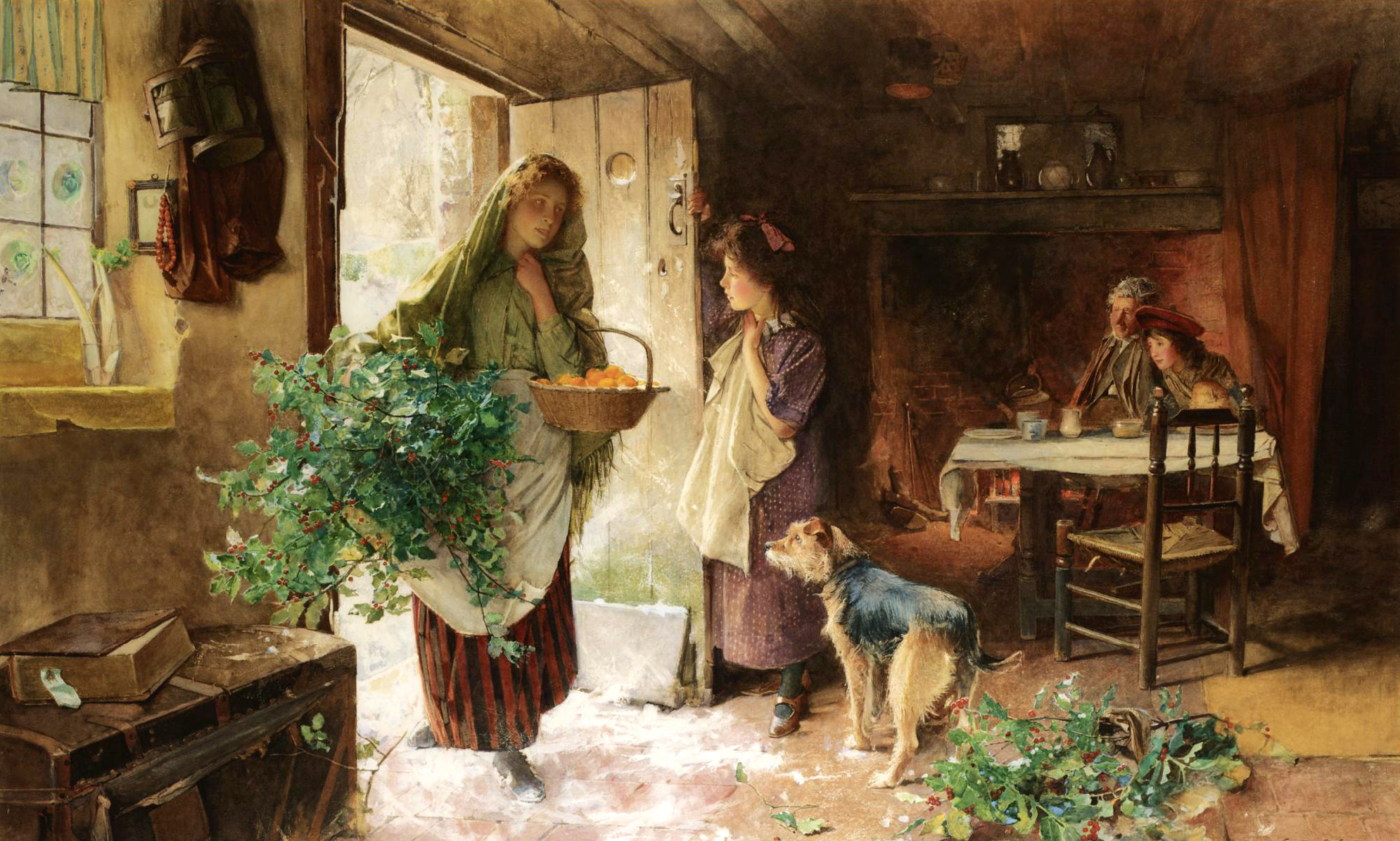
Christmas Eve (1901)
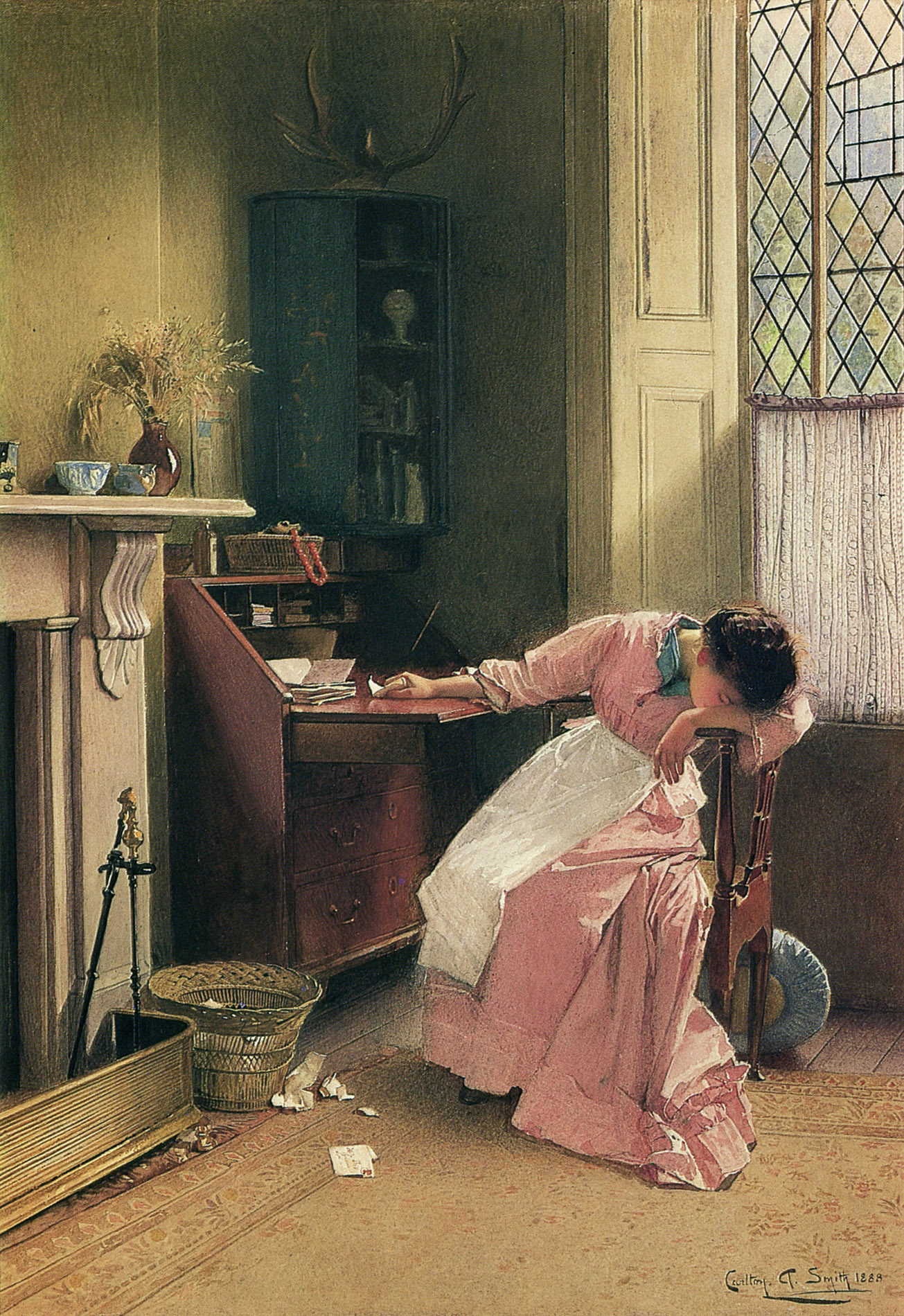
Recalling the past: a Girl destroying some Old letters (1888)
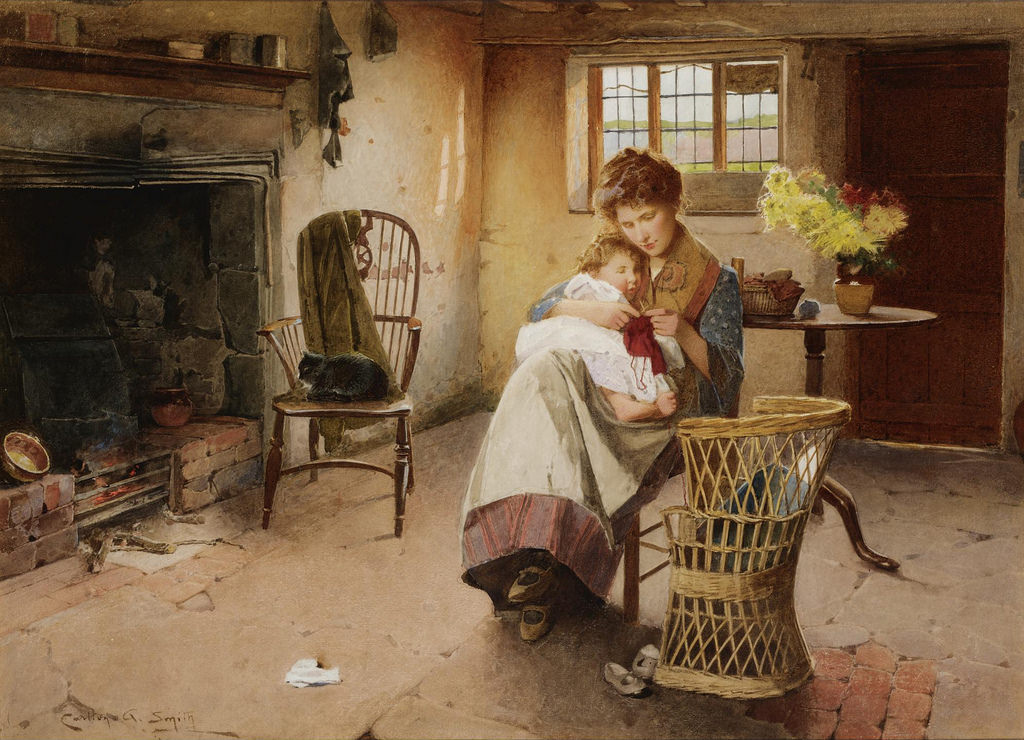
A Ray of Sunshine
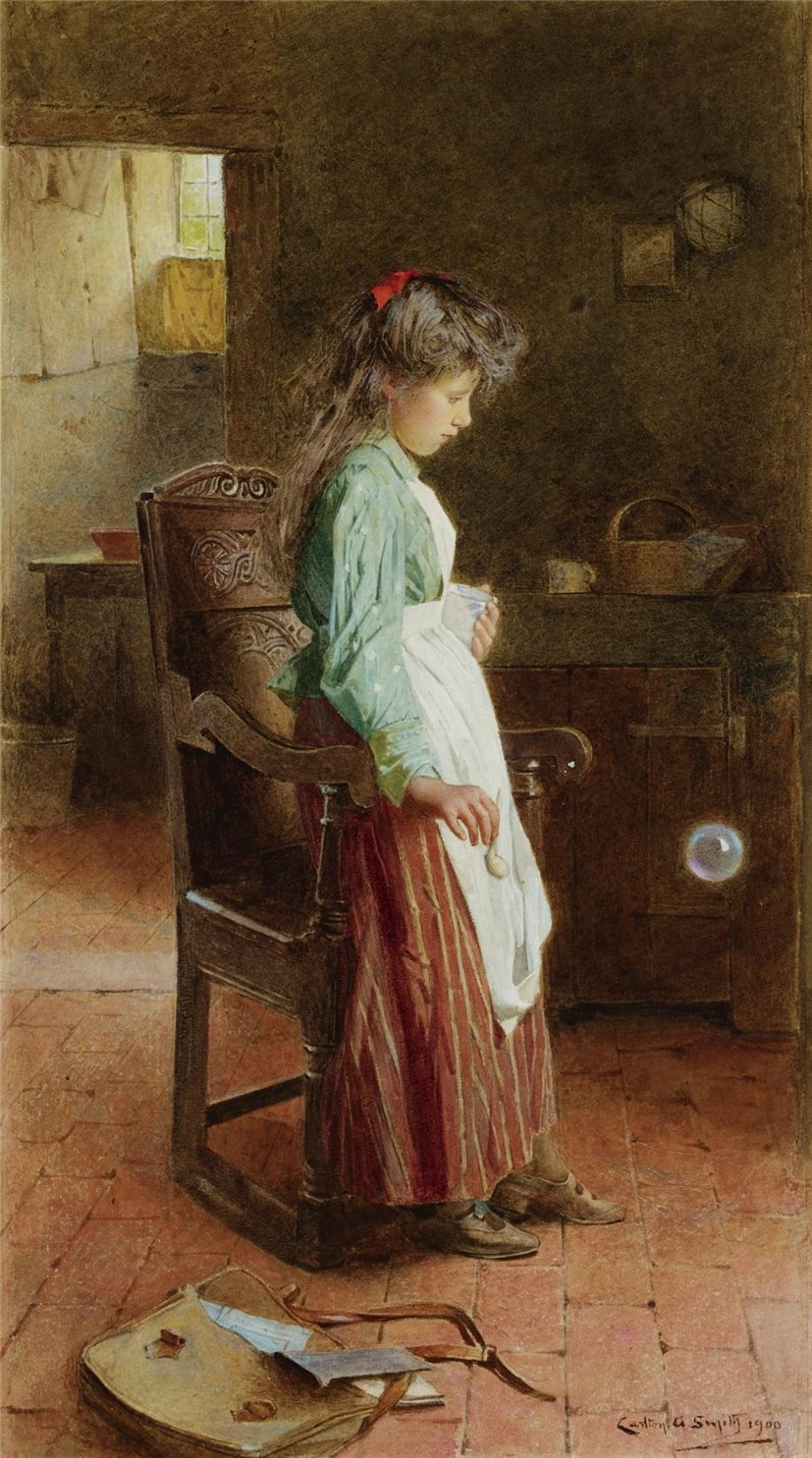